# Danijel Ljuboja (nogometaš)
Danijel Ljuboja (Vinkovci, 4. rujna 1978.), je srbijanski bivši nogometaš. 
Igrao je 19 puta za reprezentaciju i postigao jedan gol. Igrao je na poziciji napadača.

## Klubovi
- Dinamo Vinkovci
- NK Osijek
- FK Crvena zvezda
- Sochaux
- Strasbourg
- Paris Saint-Germain
- VfB Stuttgart
- Hamburger SV
- VfL Wolfsburg
- Grenoble
- Nice
- Legia Varšava